# Sabellastarte longa
Sabellastarte longa är en ringmaskart som först beskrevs av Johan Gustaf Hjalmar Kinberg 1866.  Sabellastarte longa ingår i släktet Sabellastarte och familjen Sabellidae. Inga underarter finns listade i Catalogue of Life.